# No Parole from Rock N' Roll
No Parole from Rock N' Roll è il primo album in studio della band Alcatrazz pubblicato nel 1983 per l'etichetta discografica Grand Slamm Records.

## Tracce
1. Island in the Sun (Bonnet, Malmsteen, Waldo) 3:56
2. General Hospital (Bonnet, Malmsteen, Waldo) 4:50
3. Jet to Jet (Bonnet, Malmsteen) 4:27
4. Hiroshima Mon Amour (Bonnet, Malmsteen) 4:01
5. Kree Nakoorie (Bonnet, Malmsteen, Waldo) 6:10
6. Incubus (Malmsteen) 1:24
7. Too Young to Die, Too Drunk to Live (Bonnet, Malmsteen) 4:21
8. Big Foot (Bonnet, Malmsteen) 4:07
9. Starcarr Lane (Bonnet, Malmsteen, Waldo) 3:54
10. Suffer Me (Bonnet, Malmsteen) 4:18

## Formazione
- Graham Bonnet - voce
- Yngwie Malmsteen - chitarra
- Gary Shea - basso
- Jimmy Waldo - tastiere
- Jan Uvena - batteria